# Cauberg Cyclo-Cross
Le Cauberg Cyclo-Cross (en néerlandais : Cauberg Cyclocross) connu également comme le Cyclo-cross du Cauberg, ou Caubergcross est une compétition de cyclo-cross qui a lieu annuellement à Fauquemont-sur-Gueule (Valkenburg aan de Geul) aux Pays-Bas. Il fait partie de la coupe du monde de cyclo-cross depuis la saison 2013/2014. Son parcours emprunte le fameux Cauberg, qui sert d'arrivée de l'Amstel Gold Race.

## Palmarès

### Hommes
| Année          | Vainqueur            | Deuxième          | Troisième              |
| -------------- | -------------------- | ----------------- | ---------------------- |
| 2011           | Bart Wellens         | Philipp Walsleben | Niels Albert           |
| 2012           | Sven Nys             | Klaas Vantornout  | Niels Albert           |
| 2013 (février) | Martin Bína          | Radomír Šimůnek   | Philipp Walsleben      |
| 2013 (octobre) | Lars van der Haar    | Kevin Pauwels     | Philipp Walsleben      |
| 2014           | Lars van der Haar    | Kevin Pauwels     | Corné van Kessel       |
| 2015           | Lars van der Haar    | Wout van Aert     | Sven Nys               |
| 2016           | Mathieu van der Poel | Wout van Aert     | Michael Vanthourenhout |

### Femmes

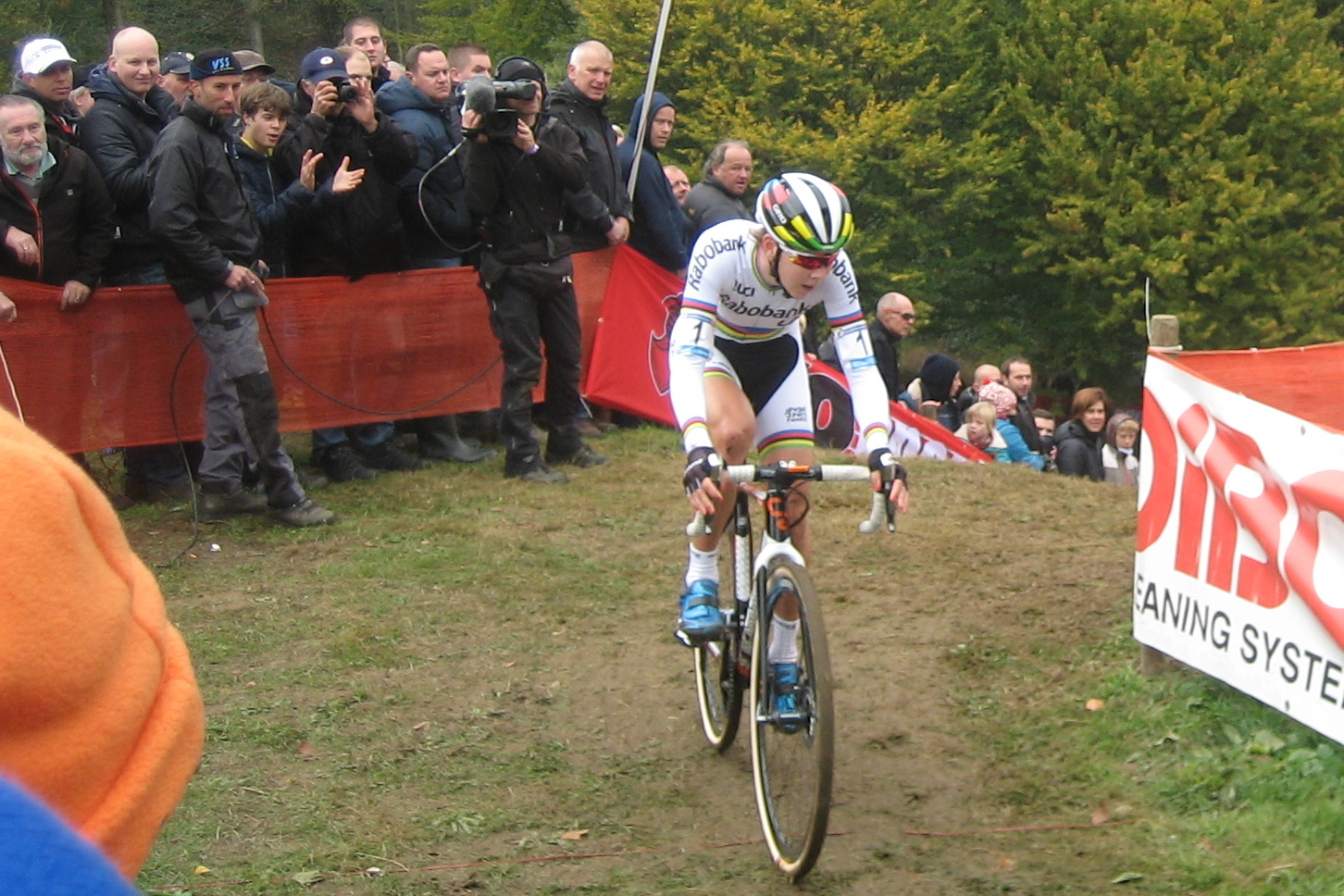
Thalita de Jong, vainqueur du Cauberg Cyclocross Femmes, le 23 octobre 2016.

| Année          | Vainqueur         | Deuxième             | Troisième         |
| -------------- | ----------------- | -------------------- | ----------------- |
| 2011           | Marianne Vos      | Sanne van Paassen    | Hanka Kupfernagel |
| 2012           | Marianne Vos      | Daphny van den Brand | Nikki Harris      |
| 2013 (février) | Ellen Van Loy     | Sabrina Stultiens    | Helen Wyman       |
| 2013 (octobre) | Marianne Vos      | Katherine Compton    | Nikki Harris      |
| 2014           | Katherine Compton | Helen Wyman          | Sophie de Boer    |
| 2015           | Eva Lechner       | Kaitlin Antonneau    | Pavla Havilkova   |
| 2016           | Thalita de Jong   | Sophie de Boer       | Sanne Cant        |